# 불후의 명작
"불후의 명작"은 2000년에 개봉한 대한민국의 영화이다.

## 캐스팅
- 박중훈 : 인기 / 삐에로 역
- 송윤아 : 여경 역
- 황인성 : 명준 역
- 백윤식 : 양 사장 역
- 민경진 : 사촌형 / 단장 역
- 박철민 : 진원 역
- 박충선 : 촬영기사 / 마술사 역
- 김여랑 : 진희 역
- 안내상 : 민 실장 역
- 신철진 : 출판국직원 역
- 최현철 : 조감독 / 삐에로 2 역
- 조유나 : 고아라 역
- 이지현 : 단장딸 역
- 서진호 : 손미 역
- 조영호 : 사장조카 / 사회자 역
- 이정은 : 진원 처 역
- 운포 : 남자배우 / 선배 역
- 정우혁 : 마당쇠 / 차력사 1 역
- 문세진 : 삐에로대역
- 유은수 : 삐에로대역
- 김청 : 불쇼 역
- 조정욱 : 차력사 2 역
- 박광환 : 저글링 역
- 김영임 : 마술미녀 역
- 꽃님 : 단장딸 대역
- 공주 : 단장딸 대역
- 김석주 : 편집기사 역
- 정영금 : 사촌형수 역
- 김기두 : 고등학생 역
- 조은선 : 카페직원 역
- 이준혁 : 영화사직원 1 역
- 김영찬 : 영화사직원 2 역
- 이림 : 여관주인 역
- 문예은 : 노래방 아이 역
- 박솔 : 진원딸 역
- 채윤희 : 진원딸 역
- 신현준 (특별출연)
- 구성주 (특별출연)
- 조영구 (특별출연)